# Миља (име)
Миља је словенско женско име изведено од имена Милена или Милан и њему сличних имена.

## Популарност
У Словенији је ово име 2007. било на 712. месту по популарности. У Хрватској је током 20. века било популарно, нарочито пред крај четрдесетих година, али му од седамдесетих популарност опадала. Чешће је међу српским становништвом и то посебно житељима Загреба, Сиска и Петриње.